# 上村純子
上村 純子（かみむら すみこ、1965年3月7日 - ）は、日本の元漫画家。東京都出身。

## 略歴
塀内真人のアシスタントを経て1986年『あぶない!ルナ先生』（マガジンSPECIAL）でデビュー。
同傾向の『いけない!ルナ先生』に続き、『1+2=パラダイス』を描くが、両作品とも「さえない主人公をヒロインがエッチな格好で励まし、偶然に偶然が重なり、ほぼ全裸でのハグやペッティングに近い状態になる」という基本コンセプトが青少年保護育成条例にやり玉に挙げられ、打ち切りに近い形で終了を余儀なくされる。その後、1994年～1995年に松文館から直接的な性的シーンがないにもかかわらず成年コミックの体裁で復刻され、『1+2=パラダイス』最終第5巻は初めて世に出る。この際、後書きにて有害コミック指定されたことに対して不満を漏らしている。
1995年、前二作と比較するとストーリー重視でお色気シーンの少ないラブコメ作品『菜々ちゃんは俺のもの』を執筆。これが商業誌での事実上最後の連載作品となり、漫画家としての活動を終了する。
2011年に発売された『マイケル教えて！被災猫応援の教科書』では、ルナ先生の新作「私が猫よ！」が発表された。その本の編集部コメントによると「現在は結婚し高知県の山間部で暮らしている」とあるが、上村自身のコメントでは「T県に住んでいる」と書いている。
『月刊少年マガジン』2015年8月号では、創刊40周年企画として本作と同時期に連載され人気を博した中西やすひろのエロコメディ『Oh!透明人間』とのコラボ作を手がけたが、既に漫画家業は引退していた関係で、表紙でルナ先生を描いたのみに留めていた。また、同号の創刊40周年企画コラム漫画『月マガ大(?)辞典』（宮崎かずしげ）にも登場し、連載当時の裏話を語った。
2023年2月14日より、漫画アプリ「コミックDAYS」にて『いけない!ルナ先生』のリメイク版である『いけない!ルナ先生R』の配信が開始される（毎週火曜日に新作を公開）。作画はぼーかんが担当しているためキャラクターデザインが一新されたほか、わたるは高校生であるなど細部で設定の変更はあるものの、登場人物の基本的な設定は引き継いでいる。

## 主な作品
- ドキドキ♥イヴ（未発表作品）
講談社版『あぶない!ルナ先生』に収録（松文館版には未収録）
- あぶない!ルナ先生（マガジンSPECIAL連載）
講談社版（1986年、全1巻） - 1巻と表示されているが続巻はない
松文館版（1994年、成年マーク付き、全1巻）
松文館復刻版（2000年、全1巻）
- いけない!ルナ先生（月刊少年マガジン連載）
講談社版（1987年～1988年、全5巻）
松文館版（1994～1995年、成年マーク付き、全5巻）
松文館復刻版（2000年、全5巻）
- 1+2=パラダイス（月刊少年マガジン連載）
講談社版（1989～1990年、全4巻） - 最終5巻は未発売
松文館版（1994～1995年、成年マーク付き、全5巻）
松文館復刻版（2000年、全5巻）
- 菜々ちゃんは俺のもの♥（月刊少年マガジン連載）
講談社（1996/4/1、全1巻）
- マイケル教えて！被災猫応援の教科書（共著、2011/11/11、講談社)